# Parapleurocryptella
Parapleurocryptella är ett släkte av kräftdjur. Parapleurocryptella ingår i familjen Bopyridae.
Kladogram enligt Catalogue of Life:
| Parapleurocryptella | \| \| Parapleurocryptella elasmonoti \| \| \| \| \| \| Parapleurocryptella minuta \| \| \| \| |
|                     | \| \| Parapleurocryptella elasmonoti \| \| \| \| \| \| Parapleurocryptella minuta \| \| \| \| |
|                     | Parapleurocryptella elasmonoti                                                                |
|                     |                                                                                               |
|                     | Parapleurocryptella minuta                                                                    |
|                     |                                                                                               |